# John Antill
John Henry Antill CMG, OBE. (født 8. april 1904 i Sydney, Australien - død 29. december 1986) var en australsk komponist.
Antill er bedst kendt for sin balletsuite, Corroborre (1947). Han var den første australier der brugte aboriginal-inspiration i sine kompositioner.
Antill studerede komposition på New South Wales Conservatorium of Music under Alfred Hill. Efter endte studier blev han musikredaktør på Australian Broadcasting Commission.
Han har også skrevet operaer, i alt 6 balletter og koncerter for forskellige instrumenter.
I 1971 fik han (OBE) – (Order of the British Empire), for sit engagement i australsk musik. I 1985 blev han gjort til medlem af (The Order of St Michael and St George) – (CMG).

## Værker
- Corroborre – balletsuite
- 3 operaer
- 5 balletter
- Harmonikakoncert